# Avvoltoio (personaggio)
L'Avvoltoio (Vulture), il cui vero nome è Adrian Toomes, è un personaggio dei fumetti creato da Stan Lee (testi) e Steve Ditko (disegni), pubblicato dalla Marvel Comics. La sua apparizione avviene in The Amazing Spider-Man (vol. 1) n. 2 (maggio 1963).
È un supercriminale, secondo nemico che Peter Parker incontra nella sua carriera da Uomo Ragno. Toomes è un geniale ma maniacale ingegnere elettronico che ha progettato una tuta che gli permette di volare a grandi velocità. Dopo essersi dedicato ad una vita criminale, è diventato un nemico ricorrente di Spider-Man e un membro fondatore della squadra di supercriminali conosciuta come i Sinistri Sei.
Il personaggio è stato adattato in varie altre forme di media di Spider-Man, tra cui serie televisive e videogiochi. Michael Keaton interpreta l'Avvoltoio nel film del Marvel Cinematic Universe Spider-Man: Homecoming (2017) e riprende il ruolo nel film del Sony's Spider-Man Universe Morbius (2022).

## Biografia del personaggio
Adrian Toomes è nato a Staten Island, New York. Nella sua vita precedente a quella di criminale, Toomes era un ingegnere elettronico proprietario di una piccola ditta, gestita insieme all'amico Gregory Bestman, che però lo frodava. Quando Adrian scoprì la frode, adattò un esoscheletro sul quale stava da tempo lavorando e lo usò contro l'ormai ex amico. Da qui ebbe inizio la carriera criminale dell'Avvoltoio. L'esoscheletro, che gli conferisce delle capacità sovraumane, è studiato per permettergli di volare ed aumenta la sua forza, maggiore di quella di un uomo comune.
L'Uomo Ragno lo affrontò per la prima volta nel tentativo di fare delle foto per il Daily Bugle, ma subì una batosta e la volta successiva creò un invertitore magnetico che annullò le capacità del costume. L'Avvoltoio può infatti essere facilmente sconfitto se si bloccano le sue ali. Toomes ha fatto parte molte volte dei Sinistri Sei o Sette, nel vano tentativo di sconfiggere l'aracnide. Una volta l'Avvoltoio causò la morte di Nathan Lubenski, uno dei fidanzati di May Parker, e appena poté andò dalla zia del ragno per chiederle perdono per averlo ucciso.
L'Avvoltoio si ammalò di cancro; dopo esser quasi giunto in fin di vita, Adrian riuscì a guarire e a ringiovanire costruendo un macchinario che usa per trasferire a sé stesso parte dell'energia dell'Uomo Ragno. Il ringiovanimento non sarà permanente: in prigione una creatura chiamata D.K., capace di prosciugare le energie vitali, gli strappò la sua giovinezza facendolo ritornare anziano.

### Nel regno dei morti
Assieme ad Electro rubò dei soldi che dovevano prendere su commissione del Gufo, nel tentativo di pagare un'operazione che avrebbe curato suo nipote dal cancro; ma l'arrampicamuri ingannato dal Gufo picchiò i due criminali facendo sparpagliare i soldi per la strada. L'Avvoltoio, quando seppe che il ragno era all'ospedale, andò li per cercare di ucciderlo; riuscendo a smascherarlo; ma non conoscendo quel volto lo gettò dal tetto del palazzo; ma l'Uomo Ragno venne provvidenzialmente salvato dall'intervento della Gatta Nera. L'ex fiamma dell'arrampicamuri lo sconfisse e sebbene l'Avvoltoio l'avesse implorata di non consegnarlo al Gufo raccontandole di suo nipote, lo graffiò con i suoi artigli e lo consegnò al criminale che lo torturò assieme a Max Dillon.

### Civil War
In Civil War viene catturato da Capitan America e i suoi ribelli, ma poi liberato dallo S.H.I.E.L.D. dopo che l'Uomo Ragno si è unito ai ribelli guidati da Capitan America per distruggere la sua immagine pubblica sfruttando Debra Whitman.

### Dark Reign
Dopo essere tornato da un viaggio dimensionale con i Fantastici Quattro, l'Uomo Ragno affronta un Avvoltoio con il costume rosso in grado di sputare acido, riuscendo con difficoltà a vincere senza catturarlo. Ma questo criminale non è né Adrian Toomes, né Blackie Drago, né Cliff Shallot, perché sono tutti in prigione. In seguito, l'Uomo Ragno va in carcere a trovare Adrian Toomes per chiedergli chi è questo avvoltoio, ma Toomes risponde che non ne sa niente, ma a trasformarlo in un mostro è stata la mala. Le origini di questo nuovo Avvoltoio, il cui nome è Jimmy Natale, vengono narrate da Mark Waid, Tom Peyer e Paul Azaceta nel capitolo de La sfida a lui dedicato.

### Da grandi altezze
Subito dopo Spider-Island, compare un nuovo gruppo di ladri volanti. L'Uomo Ragno lavora con la poliziotta Carlie Cooper per scoprire cosa stia accadendo. Questo gruppo ha come capo, Adrian Toomes l'Avvoltoio originale che ha fornito loro la tecnologia di volo, Spidey li sconfigge e combatte l'Avvoltoio ma a differenza dei complici quest'ultimo riesce a fuggire.

### Superior Spider-Man
Qualche tempo dopo, Adrian mandò i suoi scagnozzi a recuperare alcuni documenti lasciati al MJ's, suo precedente nascondiglio. L'Uomo Ragno, (il cui corpo era controllato da Otto Octavius), invase il suo nascondiglio e offrì soldi a Toomes per lasciare la sua vita criminale e la città, ma il supercriminale non gli credette e ordinò ai suoi piccoli scagnozzi di attaccare. Scoperto che il suo ex complice si serviva di bambini Otto andò su tutte le furie, e lo sconfisse ferendolo gravemente.

### Senza via di fuga
Insieme a Boomerang e allo Scorpione, Toomes fu incarcerato e messo nell'infermeria del Raft. Quando Alistair Smythe, tentò la fuga usò dei mini Ammazzaragni per guarire e potenziare i tre affinché lo aiutassero nell'evasione uccidendo l'Uomo Ragno (Otto Octavius). Adrian alla fine fu sconfitto e posto temporaneamente sotto controllo mentale da Otto affinché lavorasse nei suoi Superiori Sei.

## Poteri e abilità
Toomes è intellettualmente brillante, esperto nel campo dell'elettronica e dell'ingegneria meccanica, con un grande talento per l'invenzione. È infatti l'inventore dello speciale costume potenziante da cui prende il suo nome di battaglia. Ha conseguito una laurea magistrale in ingegneria elettrica.
L'Avvoltoio possiede un costume che incrementa la sua resistenza e forza fisica, dandogli la capacità di arrivare a sollevare fino a circa 300 chilogrammi. L'Avvoltoio può raggiungere velocità fino a 95 miglia all'ora e raggiungere un'altezza massima di 11.000 piedi (3,3 chilometri). Il costume è di un tessuto elasticizzato sintetico che ospita un'imbracatura elettromagnetica su misura con ali artificiali simili a quelle di un uccelli attaccate sotto le braccia. Consiste in un generatore antigravità elettromagnetico indossato sul suo corpo come un'imbracatura, che gli consente di volare silenziosamente con una manovrabilità precisa. Quando rimuove l'imbracatura, alcune delle sue abilità potenziate svaniscono lentamente, anche se la velocità con cui ciò si manifesta rimane poco chiara (alcuni scrittori hanno suggerito che la sua forza è permanente). L'imbracatura aumenta anche la sua resistenza alle lesioni al punto che può sopravvivere ai colpi della forza potenziata di Spider-Man. Toomes dipende dalla sua imbracatura elettromagnetica per aumentare la sua forza, vitalità e abilità atletiche, oltre ad assorbire la forza vitale per mantenere la sua vitalità; inizialmente questa capacità aveva un effetto temporaneo (da alcune ore a un giorno), ma poi trovò il sistema di rendere permanenti gli effetti della sua "seconda giovinezza" (come succede in Spider-Man TAS). È stato recentemente rivelato che, a causa del suo uso prolungato dell'imbracatura, Toomes può levitare o far fluttuare il suo corpo anche senza l'imbracatura, sebbene necessiti dell'utilizzo delle sue ali per manovrare mentre è in volo.
Ai tempi del rapimento di May Parker, Toomes aveva un nuovo costume sperimentale in kevlar che aumentava le sue capacità rispetto a quello normale, conferendogli con ogni probabilità forza e velocità maggiori. Non è stato possibile appurarlo poiché questo costume venne subito distrutto dalla Gatta Nera.

## Altre versioni

### Blackie Drago
Blackie Drago, comparso in The Amazing Spider-Man (vol. 1) n. 48. Mentre si trovava in prigione insieme a Toomes riuscì a farsi dire dove aveva nascosto le sue ali di riserva con l'inganno, ed una volta fuggito di prigione le indossò. Dopo aver combattuto con l'Uomo Ragno e Kraven fa il suo ingresso Toomes che vuole dimostrare di essere l'unico vero Avvoltoio e lo sconfigge.

### Marvel Noir (Spider-Man Noir)
In questa versione Toomes è uno degli scagnozzi di Norman "Goblin" Osborn, ma prima di diventarlo era un fenomeno da baraccone che si esibiva in un circo mangiando galline e altri animali, da lì scopre di provare gusto nel mangiare anche la carne umana. Sarà proprio lui che, sotto ordine di Osborn, divorerà lo zio Ben di questa realtà narrativa.

### Clifton Shallot
Clifton Shallot, comparso in The Amazing Spider-Man nn. 127-128. Shallot è un esperto di bio-mutazioni. Quando uno dei suoi corsi viene cancellato diventa pazzo e decide di provare su sé stesso l'ultimo passo per una mutazione. Il risultato è una mutazione di tutte le sue parti del corpo che lo rende identico al primo avvoltoio e per un breve periodo le ali che ha inventato diventano parte di lui. Nel suo unico combattimento con l'Uomo Ragno beve un antidoto che lo fa ritornare normale e cancella la sua mutazione.

### Vulturiani
I Vulturiani sono un gruppo, fondato da Honcho, di quattro avvoltoi (lo stesso Honcho, Gripes, Pidgeon, e Sugar Face) con una tuta colore rosso argento e oro creata dopo che Honcho si è fatto spiegare i progetti delle ali da Adrian Toomes mentre erano rinchiusi in prigione. Compiono svariati tentativi per uccidere l'Uomo Ragno senza successo, e quando Toomes viene a sapere della loro esistenza crea un nuovo costume, evade di prigione e sconfigge i Vulturiani tentando di ucciderli prima di essere fermato dall'Uomo Ragno. Durante Civil War II i Vulturiani attaccano nuovamente il ragno ma vengono facilmente sconfitti.

### Jimmy Natale
Jimmy Natale, l'Avvoltoio rosso, è comparso in The Amazing Spider-Man (vol. 1) n. 593. Il costume che indossa è rosso, con delle ali affilate come rasoi. Il suo aspetto è mostruoso, ha delle tenaglie davanti alla bocca (che la fanno rassomigliare a un becco) e può sputare acido. Si nutre di esseri umani. È stato ucciso dal Punitore.

### Ultimate
In Ultimate Spider-Man ha l'aspetto di Toomes ma si chiama Blackie Drago e attacca la Roxxon e Silver Sable.

### 2099
La versione 2099 dell'Avvoltoio è molto diversa da quella classica. In questo arco narrativo è uno dei tanti criminali del Downtown, e possiede un'armatura dotata di ali e artigli protrattili molto resistenti. Inizialmente salva l'Uomo Ragno 2099. È uno psicopatico, aggressivo e cannibale. Viene fermato dall'Uomo Ragno 2099.

## Altri media

### Cinema

#### Lungometraggi
- In The Amazing Spider-Man 2 - Il potere di Electro, di Marc Webb, le ali dell'Avvoltoio sono visibili nella Oscorp; era infatti prevista la sua presenza nei seguiti mai realizzati.
- Il personaggio appare nel Marvel Cinematic Universe e nel Sony's Spider-Man Universe interpretato da Michael Keaton, doppiato in italiano da Luca Biagini:
  - È l'antagonista principale del film Spider-Man: Homecoming (2017). Nel film Toomes è il padre di Liz Allan e l'ex proprietario del Bestman Salvage, con sede a New York City, che decide di diventare un criminale dopo aver perso tutti i suoi mezzi di sussistenza una volta creata la Damage Control, una joint venture tra il governo federale e Tony Stark. Con la sua squadra di ex-operai sfrutta parte della tecnologia dei Chitauri per costruire armi da vendere al mercato nero. Disperato per la perdita del lavoro, provvede al benessere della sua famiglia dai ricavati delle sue azioni illegali, diventando di conseguenza spietato,  calcolatore e disposto a commettere crimini e fare tutto il necessario per sostenere la sua famiglia. Al di fuori della sua nuova carriera criminale, Toomes continua ad essere un normale padre di famiglia. Nonostante il suo intenso odio verso Tony Stark, Toomes non cerca attivamente vendetta contro di lui per non attirare l'attenzione sulle sue attività. Tuttavia, poiché le attività illegali di Toomes vengono notate da Spider-Man, Toomes è costretto ad affrontare il giovane supereroe, rimanendo però colpito dalla determinazione di Spider-Man. Dopo che quest'ultimo salva sua figlia, e dopo aver appreso che l'Arrampicamuri è in realtà Peter Parker, gradualmente sviluppa un senso di rispetto per lui, cosa che lo porta ad offrire a Parker la possibilità di porre fine alla loro faida in modo pacifico se Spider-Man avesse accettato di non dargli la caccia ulteriormente, rimanendo però ancora disposto a ucciderlo qualora questi cerchi di ostacolare i suoi piani di nuovo. Toomes dimostra tuttavia di essere ancora un uomo d'onore poiché, dopo che Spider-Man sventa le sue operazioni e lo fa arrestare, mostra un certo grado di gratitudine nei confronti di Parker per aver salvato la sua vita e quella di sua figlia, fingendo di non aver scoperto l'identità segreta di Spider-Man quando gli viene chiesto di rivelarla da Mac Gargan. La controparte dei fumetti viene omaggiata da un cappotto da aviatore che richiama il collo dell'avvoltoio. La tuta alare invece appare in due versioni, entrambe d'acciaio create da Phineas Mason con i resti trovati sui luoghi delle battaglie che hanno interessato gli Avengers e alimentate da nuclei chitauraniani. La prima sfrutta due enormi turbine a pale e raggiunge le dimensioni del Falcon EXO 7, mentre la seconda invece è più imponente e aggiunge cinque piccoli motori a reazione alle turbine. Le ali vengono progettate per modificarsi e aderire alle superfici irregolari per proteggere Adrian.
  - L'Avvoltoio ricompare nelle scene dei titoli di coda del film del Sony's Spider-Man Universe Morbius (2022), dove, a causa degli eventi di Spider-Man: No Way Home, Toomes si ritrova trasportato magicamente in un altro universo (stesso effetto di un incantesimo rovinato del Dottor Strange). Dopo aver ottenuto un'altra tuta da Avvoltoio, incontra il vampiro vivente Michael Morbius e gli propone un'alleanza, sapendo che Spider-Man è la causa della sua presenza in quell'universo.
- Nel film d'animazione Spider-Man: Across the Spider-Verse (2023) appare una versione dell'Avvoltoio proveniente da un universo alternativo a tema rinascimentale.

#### Progetti abbandonati
- L'Avvoltoio sarebbe dovuto comparire in Spider-Man 3 (2007) interpretato da Ben Kingsley, ma fu successivamente sostituito con Venom e l'Uomo Sabbia.
- L'Avvoltoio sarebbe dovuto comparire come antagonista principale nel sequel di Spider-Man 3 interpretato da John Malkovich, ma data la cancellazione del film, il personaggio non comparve. Alcuni concept art di Jeffrey Henderson pubblicati a giugno 2016 e le dichiarazioni dell'illustratore stesso confermano che nel mai realizzato Spider-Man 4 era previsto proprio Toomes come avversario principale: "Sam sapeva che nessuno avrebbe preso sul serio l'Avvoltoio, definendolo un vecchio con il costume verde. Per questo lo aveva reso come il più formidabile e temibile tra i nemici di Spider-Man".[2][3][4]
- L'Avvoltoio sarebbe dovuto comparire nel film mai realizzato The Amazing Spider-Man 3 e nello spin-off Sinister Six, prima della cancellazione del franchising.

### Serie animate
- L'Avvoltoio appare come antagonista principale in L'Uomo Ragno.
- L'Avvoltoio appare in L'Uomo Ragno.
- L'Avvoltoio appare in Spider-Man - L'Uomo Ragno.
- L'Avvoltoio appare in Spider-Man Unlimited come una versione buona di Adrian Toomes sulla Contro-Terra.
- L'Avvoltoio appare in The Spectacular Spider-Man, indossando un'armatura nera e rossa.
- L'Avvoltoio appare in Ultimate Spider-Man come una versione adolescenziale di Adrian Toomes, il quale è un esperimento del Dottor Octopus, che lo trasforma in un ibrido uomo-avvoltoio.
- L'Avvoltoio appare come antagonista ricorrente in Spider-Man.

### Videogiochi
- L'Avvoltoio appare in Spider-Man (2002).
- L'avvoltoio appare in Spider-Man: Il regno delle ombre (2008), indossando un'armatura cibernetica con le ali meccaniche saldate alla schiena.
- L'Avvoltoio appare in Spider-Man: Shattered Dimensions (2010).
- L'Avvoltoio appare come personaggio giocabile in LEGO Marvel Super Heroes (2013).
- L'Avvoltoio appare come personaggio giocabile in Marvel: Sfida dei campioni (2014), nella sua versione dell'MCU.
- L'Avvoltoio appare come personaggio giocabile in LEGO Marvel Super Heroes 2 (2017).
- L'Avvoltoio appare in Spider-Man (2018), in cui viene fatto evadere di prigione dal Dottor Octopus e fa squadra con Electro, con la promessa di venire guarito dai problemi alla schiena di cui soffre a seguito dell'uso prolungato della tuta. Il suo costume consiste in delle ali meccaniche che gli permettono di volare e di lanciare penne affilate.
- L'Avvoltoio appare in Marvel's Spider-Man: Miles Morales (2020), come una sua versione olografica.
- Le ali dell'Avvoltoio appaiono come trofeo di Kraven Marvel Spider-Man 2 (2023).